# 513. padalski pehotni polk (ZDA)
513. padalski pehotni polk (izvirno angleško 513th Parachute Infantry Regiment; kratica 513. PIR) je bila padalska enota Kopenske vojske Združenih držav Amerike.

## Zgodovina
Polk je bil ustanovljen 11. januarja 1943 in dodeljen 13. zračnoprevozni diviziji; marca 1944 je bil dodeljen 17. zračnoprevozni diviziji. Med vojno je polk opravil en bojni skok; razpuščen je bil 14. septembra 1945.